# Murtfeldt Kunststoffe
Die Murtfeldt Kunststoffe GmbH & Co. KG mit Sitz in Dortmund ist ein Unternehmen, das zusammen mit den Tochterunternehmen Murdotec (Dortmund), Mata Kunststoffen (Noordwijkerhout, Niederlande) und Murtfeldt Plasty (Měšice, Tschechische Republik) sowie verschiedenen Vertriebs- und Handelspartnern international auf dem Gebiet der Kunststoffherstellung und -verarbeitung tätig ist.
Murtfeldt Kunststoffe produziert Halbfertig- und Fertigteile aus ultrahochmolekularem Niederdruck-Polyethylen (UHMW-PE / PE-UHMW), hochmolekularem Polyethylen (PE-HMW) und anderen technischen Kunststoffen wie Polyamid (PA), Polyoxymethylen (POM), Polyethylenterephthalat (PETP) oder Polyetheretherketon (PEEK) und zählt zu den führenden Anbietern im Bereich der Herstellung und spanenden Verarbeitung von technischen Kunststoffen und Hochleistungskunststoffen. Die Produkte finden hauptsächlich im Maschinen- und Anlagenbau sowie in der Antriebs- und Fördertechnik aber auch in anderen Bereichen Verwendung.
Ein im Jahr 1958 von Murtfeldt für die Anlagen der Stahlindustrie eingeführtes ultrahochmolekulares Niederdruck-Polyethylen begründete den Wechsel von einem reinen Handelsunternehmen zum Kunststoffhersteller. Dieses fest in der Förder- und Lagertechnik verankerte Material kommt heute aufgrund der charakteristischen Gleit- und Verschleißeigenschaften weltweit als geschützte Marke Original Werkstoff „S“ grün im Maschinen und Anlagen zum Einsatz, mit denen verpackt, abgefüllt und transportiert wird aber auch bei Aufgabenstellungen, bei denen gleitunterstützende Materialien zum Einsatz kommen, wie z. B. als Gleitunterlage beim Verschieben von Brücken.

## Geschichte

### Anfänge

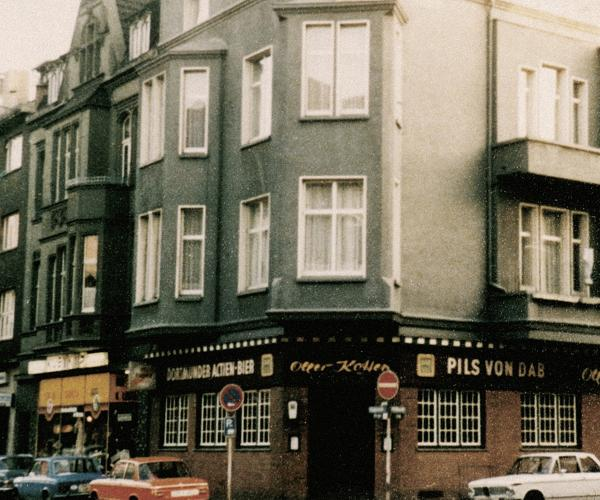
Ehemalige Backstube an der Moltkestraße, Ecke Kaiserstraße, in der das Unternehmen 1954 gegründet wurde.

Im Jahr 1954 wurde das Unternehmen von Fritz Murtfeldt in einer kleinen Backstube gegründet. Anfangs bestand es aus lediglich vier Mitarbeitern und hatte sich auf den Vertrieb von Industrieartikeln jeder Art für den Bergbau und die Schwerindustrie spezialisiert. Kunststoffe spielten in dieser frühen Unternehmensphase keine Rolle. Im Maschinenbau wurde zu dieser Zeit lediglich ein Kunstharzpressholz in speziellen Anwendungen dort eingesetzt, wo erst später thermoplastische Kunststoffe Verwendung finden sollten.

### Zweite Hälfte des 20. Jahrhunderts

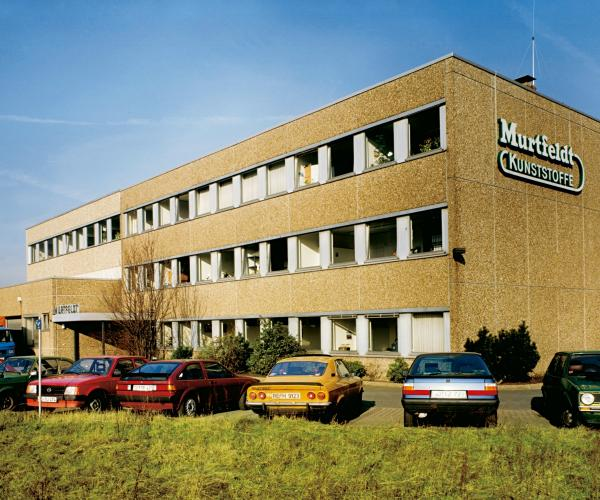
Verwaltungsgebäude in den 1970er Jahren am heutigen Standort in Dortmund-Brackel.

Als die Stahlindustrie Ende der 1950er Jahre ein säurebeständiges Material für ihre Anlagen benötigte, führte das Unternehmen Murtfeldt, das bis zu diesem Zeitpunkt immer noch als reines Handelsunternehmen agierte, im Jahr 1958 ein ultrahochmolekulares Niederdruck-Polyethylen (PE-UHMW) in grüner Farbe ein, das die von der Stahlindustrie benötigte Säurebeständigkeit aber auch hervorragende Gleiteigenschaften in Verbindung mit einer sehr hohen Abriebfestigkeit verband. Die steigende Nachfrage nach widerstandsfähigen Kunststoffen seitens Industrie, Maschinen- und Anlagenbau, veranlasste Fritz Murtfeldt 1963 dazu, eine eigene Produktion für seinen unter dem Namen Original Werkstoff „S“ grün („S“ für säurebeständig) vertriebenen Kunststoff in der umgebauten Backstube aufzubauen.
Den Handel mit anderen Industrieprodukten stellte Fritz Murtfeldt in den 1960er Jahren ein.
Im Jahr 1967 wurde mit der Entwicklung und Einführung der ersten Rollenketten-Gleitschienen aus Murtfeldt Kunststoffen der Grundstein für das Standardsortiment gelegt. Diese Gleitschienen aus Kunststoff verdrängten in den Folgejahren nach und nach die bisher in Anlagen verwendeten verschleißanfälligen Kettengleitschienen aus Stahl.
1969 kaufte Murtfeldt ein Betriebsgebäude im Dortmunder Ortsteil Barop, in dem die Fertigung, der Verkauf und die Verwaltung untergebracht wurden. Im Jahr 1973 begann der Neubau der Zentrale am heutigen Standort in Dortmund-Brackel. Weitere Bauabschnitte folgten.
1989 erwarb Murtfeldt Kunststoffe das niederländische Unternehmen Mata, mit dem schon seit den späten 1960er Jahren eng zusammengearbeitet wurde. Im Jahr 1992 folgte die Eröffnung des tschechischen Tochterunternehmens Murtfeldt Plasty, s.r.o., als Handels- und Ansprechpartner für den wachsenden osteuropäischen Markt und 1993 schließlich die Gründung von Murtfeldt Italia im italienischen Varese.

### Das neue Jahrtausend

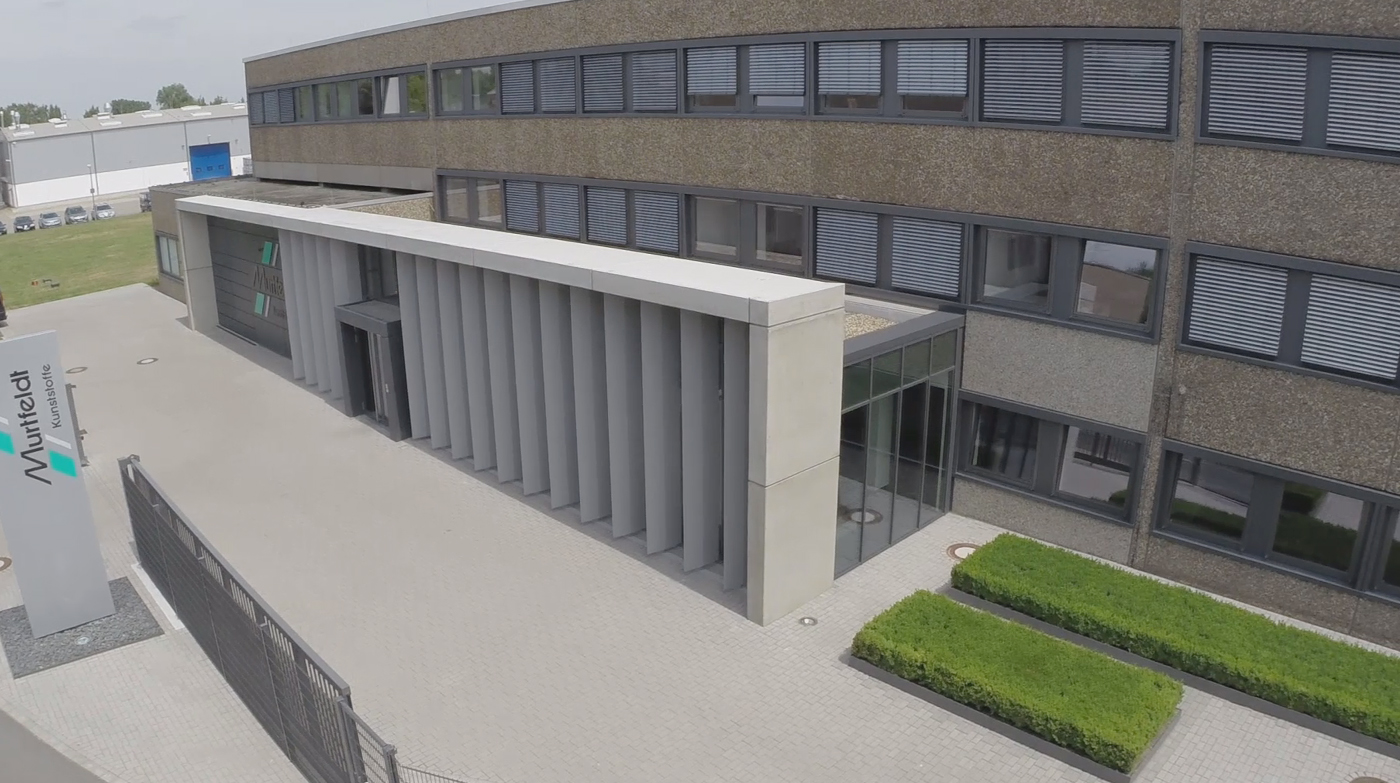
Verwaltungsgebäude im Jahr 2016.

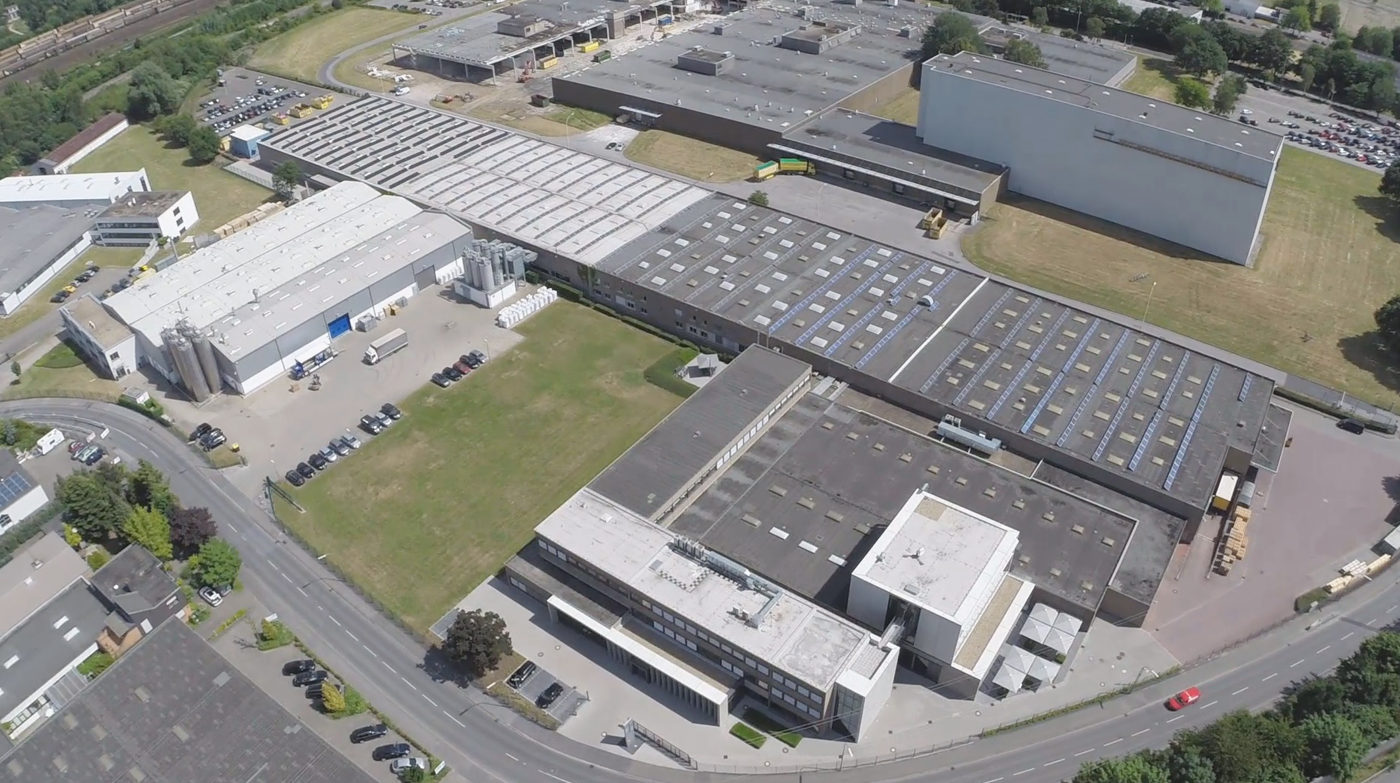
Werksgelände, 2016.

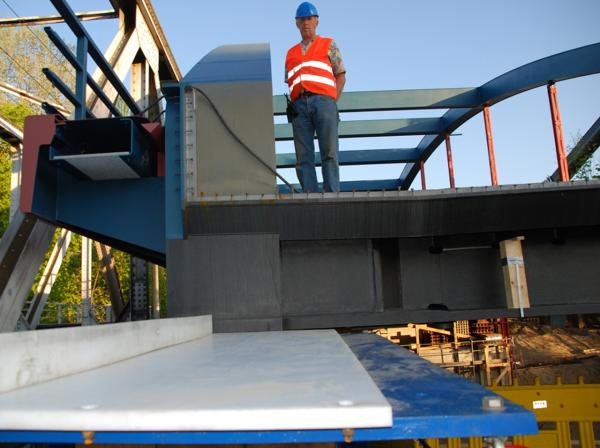
Verschub einer 600 Tonnen schweren Eisenbahnbrücke über den Flakenkanal bei Erkner, 2013. Murtfeldt Kunststoffe fungieren dabei als Gleitunterstützer.

„[…] Durch den Wandel von einem Handelsunternehmen für die Montanindustrie zu einem global agierenden hochinnovativen Familienunternehmen des Kunststoffmaschinenbaus repräsentiert die Firma Murtfeldt ein Stück industrielle Zeitgeschichte im Ruhrgebiet […].“

Im Jahr 2014 übernahm Murtfeldt das angrenzende Firmengelände (ca. 8 ha) der insolventen und 2013 geschlossenen Van Netten Schokoladenfabrik.

## Zeitschriften und Aufsätze
- Die Kennziffern-Fachzeitschrift der Kunststoff- und Kautschukbranche. In: Kunststoff-Magazin, Hoppenstedt, Darmstadt ab 1995 ISSN 0941-8520.
- Kunststoffe, Synthetics. 23, Fachzeitschrift für Herstellung, Verarbeitung und Anwendung von Kunststoffen und neuen Werkstoffen. Vogt-Schild, Solothurn 1992, S. 6 ff. ISSN 1021-0601.
- Kunststoffe (KU). Werkstoffe, Verarbeitung, Anwendung. Organ deutscher Kunststoff-Fachverbände. Fachzeitschrift für Kunststofftechnik. Hanser, München 1.1911 ff. ISSN 0023-5563
- Klaus G. Kohlepp: Wachstum im Wandel der Zeiten – Entwicklungsgeschichte der Kunststoffe. In: Kunststoffe, Nr. 5/2005, München, 2005, S. 22–32; abgerufen am 10. Juli 2017
- kunststoffland NRW e. V. (Hrsg.): Bei Murtfeldt ist alles im grünen Bereich. Hochleistung in Kunststoff. kunststoffland-nrw.de (PDF, S. 6) Düsseldorf 2014; abgerufen am 10. Juli 2017.